# Rybołowy
Rybołowy, rybołowowate (Pandionidae) – monotypowa rodzina ptaków z rzędu szponiastych (Accipitrifromes). Obejmuje jeden rybożerny gatunek, zamieszkujący niemal cały świat. Ptaki te charakteryzują się specyficzną budową nóg – skrajny palec jest zwrotny.

## Systematyka
Do rodziny należy tylko jeden rodzaj z jednym gatunkiem:
- Pandion haliaetus – rybołów zwyczajny

Niektórzy systematycy wyróżniają jeszcze Pandion cristatus (rybołów australijski) wyodrębniony z P. haliaetus.

## Filatelistyka
Od 1934 wydano (stan na 2009) 111 znaczków pocztowych przedstawiających zarówno rybołowa zwyczajnego, jak i australijskiego. Wydały je urzędy pocztowe 66 państw, po raz pierwszy Jugosławii. W Polsce jak dotąd ukazało się 5 znaczków z wizerunkami rybołowów.